# Bring the Soul: The Movie
Bring the Soul: The Movie (en hangul, 브링 더 소울: 더 무비; romanización revisada, Beuling Deo Soul: Deo Mubi) es el tercer documental de la boy band de Corea del Sur BTS. Producido por Big Hit Entertainment y A Camp Entertainment, y distribuido por Trafalgar Releasing, se lanzó el 7 de agosto de 2019 por tiempo limitado en cines seleccionados.

## Trama
La película alterna entre las presentaciones en varias ciudades del Love Yourself: World Tour de la banda y una conversación entre miembros que se filmó "en una azotea en París" después del final de la etapa europea en octubre de 2018.

## Trasfondo y lanzamiento
La película se anunció por primera vez el 26 de junio de 2019 en Twitter a través de la cuenta oficial de BTS. Los boletos salieron a la venta el 3 de julio.